# Heritage Lake
Heritage Lake es un lugar designado por el censo ubicado en el condado de Tazewell en el estado estadounidense de Illinois. En el Censo de 2010 tenía una población de 1520 habitantes y una densidad poblacional de 471,01 personas por km².

## Geografía
Heritage Lake se encuentra ubicado en las coordenadas 40°32′46″N 89°19′50″O / 40.54611, -89.33056. Según la Oficina del Censo de los Estados Unidos, Heritage Lake tiene una superficie total de 3.23 km², de la cual 2.93 km² corresponden a tierra firme y (9.23%) 0.3 km² es agua.

## Demografía
Según el censo de 2010, había 1520 personas residiendo en Heritage Lake. La densidad de población era de 471,01 hab./km². De los 1520 habitantes, Heritage Lake estaba compuesto por el 97.57% blancos, el 0.59% eran afroamericanos, el 0% eran amerindios, el 0.39% eran asiáticos, el 0% eran isleños del Pacífico, el 0.79% eran de otras razas y el 0.66% pertenecían a dos o más razas. Del total de la población el 1.32% eran hispanos o latinos de cualquier raza.